# 髯毛臂形草
髯毛臂形草（学名：Brachiaria villosa var. barbata）为禾本科臂形草属下的一个变种。

## 扩展阅读
- 維基物種上的相關：髯毛臂形草